# Stenodynerus oculeus
Stenodynerus oculeus är en stekelart som först beskrevs av Roberts 1901.  Stenodynerus oculeus ingår i släktet smalgetingar, och familjen Eumenidae. Utöver nominatformen finns också underarten S. o. illinoensis.